# گیلس د سردانیا
گیلس د سردانیا (به اسپانیایی: Guils de Cerdanya) یک شهرستان در اسپانیا است که در Cerdanya واقع شده‌است.

## خصوصیات
گیلس د سردانیا ۲۲ کیلومترمربع مساحت و ۴۷۹ نفر جمعیت دارد و ۱٬۳۸۵ متر بالاتر از سطح دریا واقع شده‌است.